# Вапуск (национальный парк)
Национальный парк Вапуск (англ. Wapusk National Park, фр. Parc national Wapusk) — национальный парк Канады, созданный в 1996 году на побережье Гудзонова залива в провинции Манитоба. Название парка происходит из языка кри, на котором слово вапуск означает белый медведь.

## Расположение
Парк Вапуск является одним из самых диких и удалённых канадских уголков. Он расположен в 45 км к югу от городка Черчилл в Манитобе на побережье Гудзонова залива у впадения в него реки Нельсон; занимает площадь 11 475 км².
Охватывает большую часть Гудзонской низменности, субарктические территории на берегу Гудзонова залива.

## История территории
По данным археологических исследований, индейские племена инуитов, дене и кри живут в этом регионе уже более 3000 лет.
Метисы и европейские промышленники прибыли лишь в XIX веке. Коренным племенам в качестве постоянного места жительства отведены территории около форта Принца Уэльского и Йорк-Фэктори. Ныне эти два объекта, расположенные недалеко от парка, являются историческими достопримечательностями.

## Климат
Гудзонов залив, являющийся частью Северного Ледовитого океана, во многом определяет климат этого региона.
Микроклимат, напоминающий климат большей части Арктики, превратил большую часть этой территории в арктическую пустыню с менее чем 300 мм осадков в год. Вапуск является одним из самых холодных и неблагоприятных районов Канады. Даже летом температура может резко падать, что создаёт экстремальные условия для жизни в этих краях.

## Фауна
На территории национального парка обитает 38 видов млекопитающих и более 200 видов птиц. Широко распространены белый медведь, барибал, бородатая неясыть, гудзонский волк, лемминг, сапсан, американский беляк, карибу, росомаха, чеграва и др.

## Фотографии
- Тропы карибу
- Медведица с медвежатами
- Медведица с медвежатами
- Стадо карибу
- Канадские гуси
- Песец
- Заяц
- Белуга в заливе Гудзона
- Белая куропатка
- Игривый белый медведь
- Идущий белый медведь
- Северное сияние